# Pausanias de Atenas
Pausanias (/pɔːˈseɪniəs/; en griego: Παυσανίας; fl. c. 420 a. C.) fue un antiguo ateniense del demo del Cerámico, amante del poeta Agatón.

## Menciones literarias
Se conoce poco de él, apenas es mencionado en varios textos griegos antiguos en su relación con Agatón y no nos brindan información sobre sus logros personales. Aparece principalmente en dos diálogos de Platón, Protágoras y El banquete. La acción del Protágoras de Platón tiene lugar en el 432 a. C. Allí, cuando Sócrates llega a la casa de Calias, ve en una habitación al sofista Pródico de Ceos, acompañado de Pausanias y Agatón, uno al lado del otro. Agatón es un meirakion, un grupo de edad que designa a los muchachos de, aproximadamente, entre 14 y 21 años, y se le presenta como el paidika (amado) de Pausanias. También sabemos que Agatón atrajo la burla del dramaturgo Aristófanes, que lo caricaturizó en su comedia Las Tesmoforiantes como un hombre afeminado que se travestía y practicaba la homosexualidad pasiva.
El diálogo de Platón donde Pausanias aparece más tiempo es en El banquete, cuya acción se desarrolla en el 416 a. C., en el momento de la victoria de Agatón en la competición dramática organizado con motivo de las fiestas Leneas. Pausanias es uno de los que intervienen en el diálogo, al igual que Agatón. En el diálogo, Pausanias tiene unos cincuenta años. Durante el mismo, Pausanias es el segundo, después de Fedro, en pronunciar un discurso sobre Eros (de 180c a 185c) y distingue en particular a dos Afroditas, una común y otra celeste (180d-181a). Durante su discurso, evoca los amores dirigidos a veces hacia las mujeres y otras hacia los hombres, que caen ante la Afrodita común, y elogia, más particularmente, la pederastia, que vincula a la Afrodita celestial. Más adelante en el diálogo, el dramaturgo Aristófanes, que también interviene en el diálogo, hace una alusión quizás burlona a los dos hombres.
Pausanias es citado más brevemente en otro diálogo socrático, El banquete de Jenofonte  (en VIII, 32-34) donde Sócrates critica el elogio hecho por Pausanias de la pederastia griega.
En épocas posteriores, Pausanias es citado en el Banquete de los eruditos (libro V) de Ateneo y en la Varia Historia de Claudio Eliano (libro II).
Hacia 407 a. C. se trasladó de Atenas a la corte del rey macedonio Arquelao.